# Сельское поселение «Средне-Борзинское»
Се́льское поселе́ние «Средне-Борзинское» — муниципальное образование в Калганском районе Забайкальского края Российской Федерации.
Административный центр — село Средняя Борзя.

## История
Статус и границы сельского поселения установлены Законом Читинской области от 19 мая 2004 года «Об установлении границ, наименований вновь образованных муниципальных образований и наделении их статусом сельского, городского поселения в Читинской области».

## Население
| 2010 | 2011 | 2012 | 2013 | 2014 | 2015 | 2016 |
| ---- | ---- | ---- | ---- | ---- | ---- | ---- |
| 452  | ↘451 | ↗462 | ↘446 | ↗451 | ↘443 | ↗451 |
| 2017 | 2018 | 2019 | 2020 | 2021 |      |      |
| ↘437 | ↘431 | ↘418 | ↘416 | ↘289 |      |      |

## Состав сельского поселения
| № | Населённый пункт | Тип населённого пункта       | Население |
| - | ---------------- | ---------------------------- | --------- |
| 1 | Средняя Борзя    | село, административный центр | ↘289      |